# Abtei Tyniec

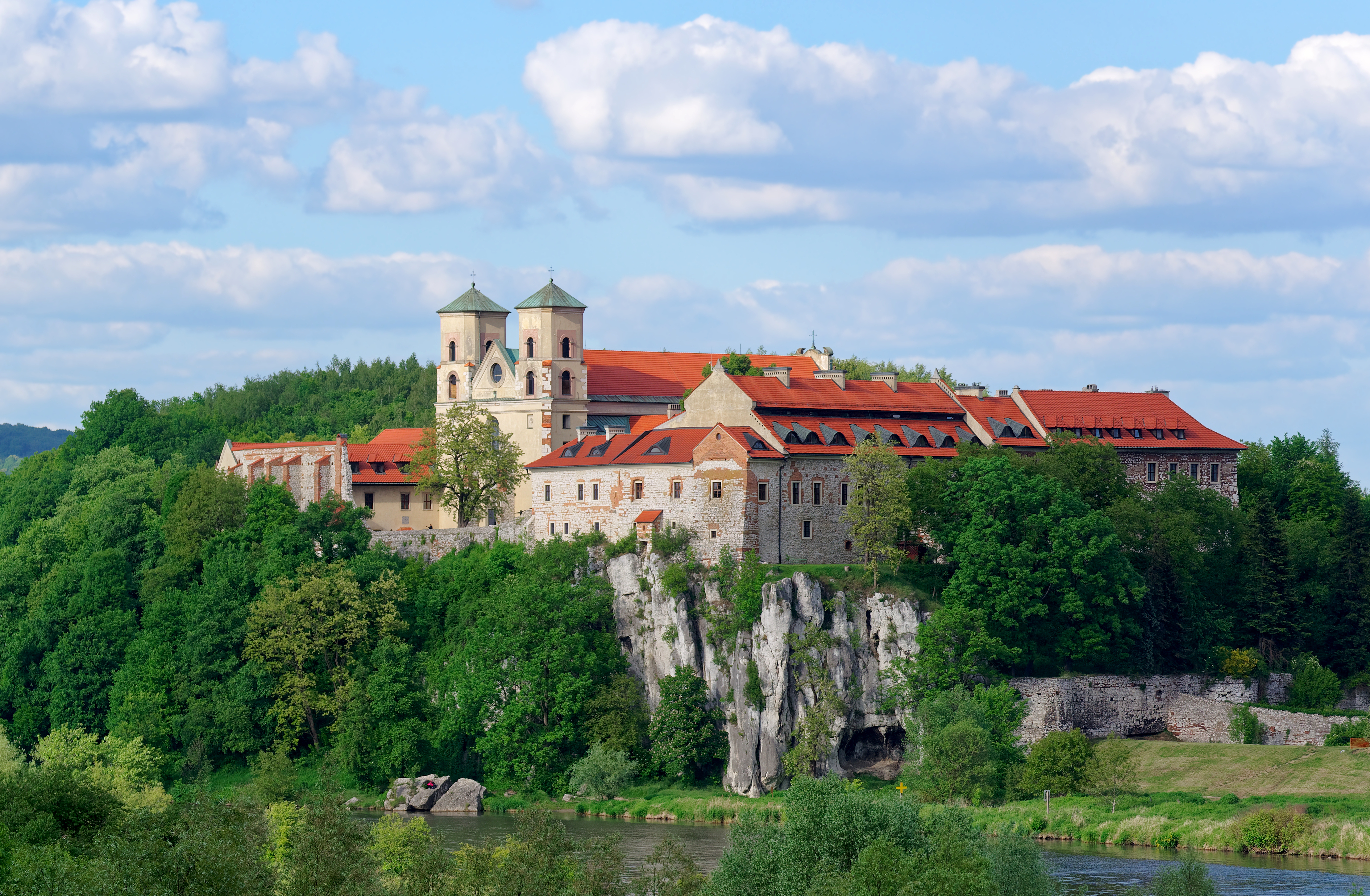
Die Benediktinerabtei Tyniec vom westlichen Weichselufer gesehen (2020)

Die Benediktinerabtei Tyniec (polnisch Opactwo Benedyktynów Tyniec; lateinisch Monasterium Tinecensis) befindet sich in der Nähe der polnischen Ortschaft Tyniec, die seit 1973 Stadtteil von Krakau ist. Die Abtei selbst ist etwa 13 km südwestlich von Krakau, auf einem steil emporragenden Kalksteinfelsen auf dem rechten Weichselufer gelegen. Das 1044 gegründete Kloster in Tyniec ist eines der ältesten polnischen Klöster und eines von drei Benediktinerklöstern in Polen. Es ist als Pomnik historii denkmalgeschützt.

## Geschichte

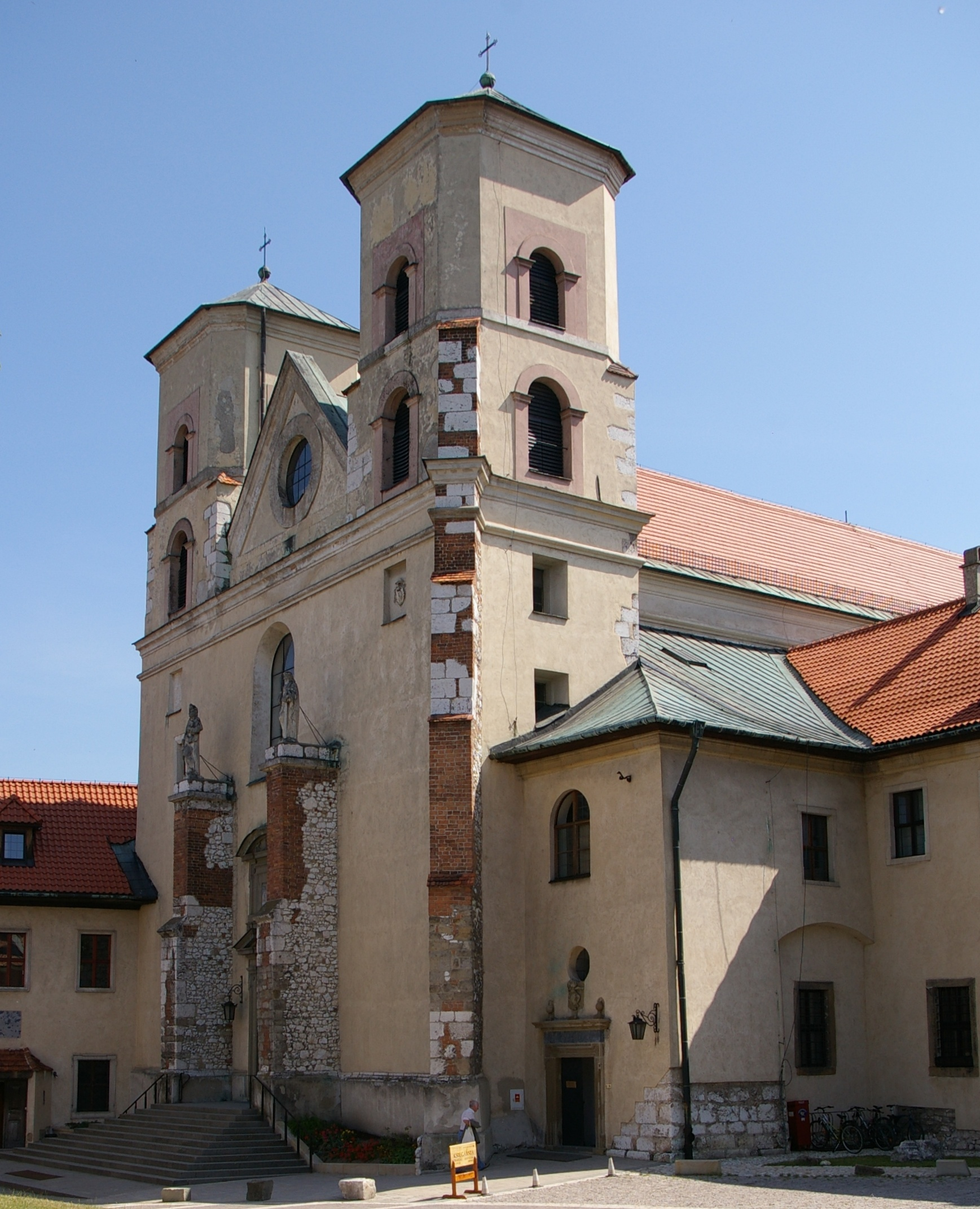
Die Westfassade der Abteikirche von Tyniec (2008)

Auf der Anhöhe, auf der sich heute das Benediktinerkloster befindet, wurde bereits um das Jahr 3000 v. Chr. eine Ansiedlung errichtet. Zu Bedeutung gelangte dieser Hügel an der Weichsel aber erst viel später. Denn im Jahre 1044 wurde das Kloster Tyniec von Herzog Kasimir I. gegründet. Die Gründung des Klosters fiel in eine Zeit, in der das damalige Polen von heidnischen Übergriffen und dem böhmischen Einfall stark geschwächt und im Zerfall begriffen war. Deshalb war das Kloster von Kasimir dafür vorgesehen worden, entscheidenden Anteil am Wiederaufbau des Reiches zu haben. Dies zeigt auch die Ernennung des ersten Tyniecer Abtes Aaron zum Krakauer Bischof, der in diesem Amt eine Reform der kirchlichen Strukturen in Polen einleitete.

### Aufbau des Klosters

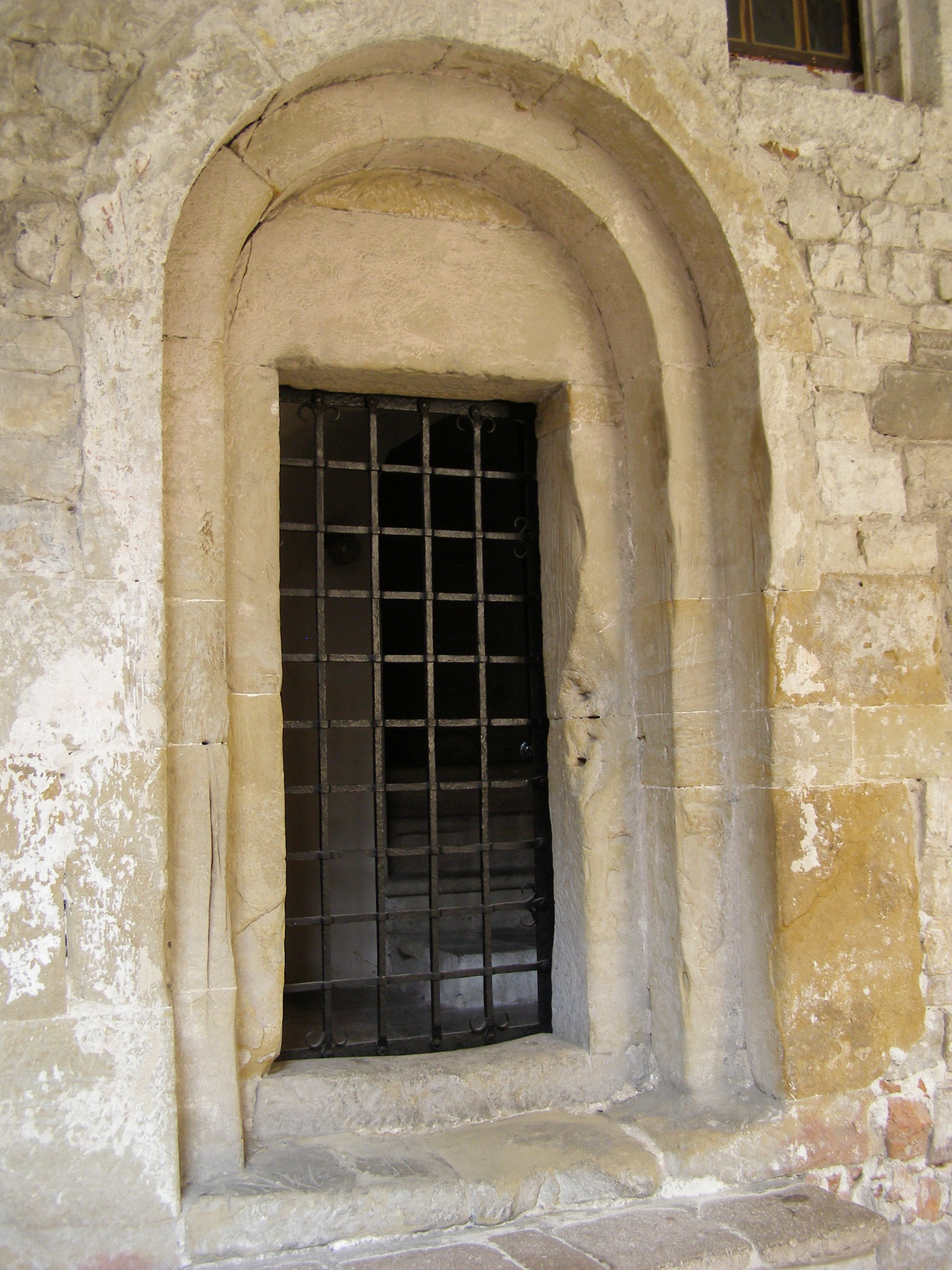
Südportal der Kirche (zum Kreuzgang), 11. Jh. (2011)

In der zweiten Hälfte des 11. Jahrhunderts wurde das Kloster mit steinernen Bauten versehen. Die romanische Klosterkirche nahm dabei ungefähr die Ausmaße des heutigen Chores ein. Südlich anschließend an die Kirche wurde ein Kreuzgang errichtet, um den sich verschiedene Klostergebäude gruppierten.
Tyniec entwickelte sich zu einem der wichtigsten und wohlhabendsten Klöster in Polen.
Das 12., bzw. 13. Jahrhundert brachte dem Kloster schwere Verwüstungen. Erst wurde die Abtei 1241
von den Tataren geplündert. Um 1305 hatten sich die Mönche für den polnischen Thronanwärter Władysław I. Ellenlang ausgesprochen und diesen bei seinem Vorhaben unterstützt. In den folgenden Auseinandersetzungen mit den böhmischen Přemysliden, die unter Wenzel III. von Böhmen ebenfalls Ansprüche auf den polnischen Thron stellten, wurde das Kloster verwüstet.
Die Abtei Tyniec erholte sich jedoch wieder von den Zerstörungen, so dass im 15. Jahrhundert die Abtei gotisch wiederhergestellt wurde. Die Klosterkirche wurde gen Westen verlängert und die Klostergebäude nach Süden und Westen vergrößert.
Polens goldenes Zeitalter, das 16. Jahrhundert, verhalf auch dem Kloster zu wirtschaftlicher und kultureller Blüte. Vor allem das Abtshaus wurde repräsentativ umgestaltet, außerdem wurde der Bestand an Büchern erweitert und die Unterrichtstätigkeit des Klosters ausgeweitet. Aber im Jahre 1604 wurde die Abtei in eine Kommende umgewandelt, was zur Folge hatte, dass der polnische König das Recht besaß der Abtei Tyniec einen Abt seiner Wahl voranzustellen. Dadurch verlor das Kloster nicht nur seine frühere Bedeutung und Eigenverwaltung, diese Neuordnung war auch mit den Ordensregeln unvereinbar, die die Wahl des Abtes den Klosterbrüdern vorbehielten.
Von 1618 bis 1622 wurde die Klosterkirche barockisiert, wodurch die Kirche ihr heutiges Aussehen erhielt. Bald darauf zogen Kriege die Abtei und ihren Besitz in Mitleidenschaft. Im 18. Jahrhundert erlebte das Kloster wieder einen Aufschwung, der maßgeblich mit der Schließung der Kommende 1709 zusammenhängt. Tyniec wurde zum Mittelpunkt der polnischen Benediktiner. Weiterhin wurden neue Bücher für das Kloster angeschafft und die Ausstattung der Klosterkirche im Geist des Rokoko erweitert.

### Auflösung der Abtei und Neugründung

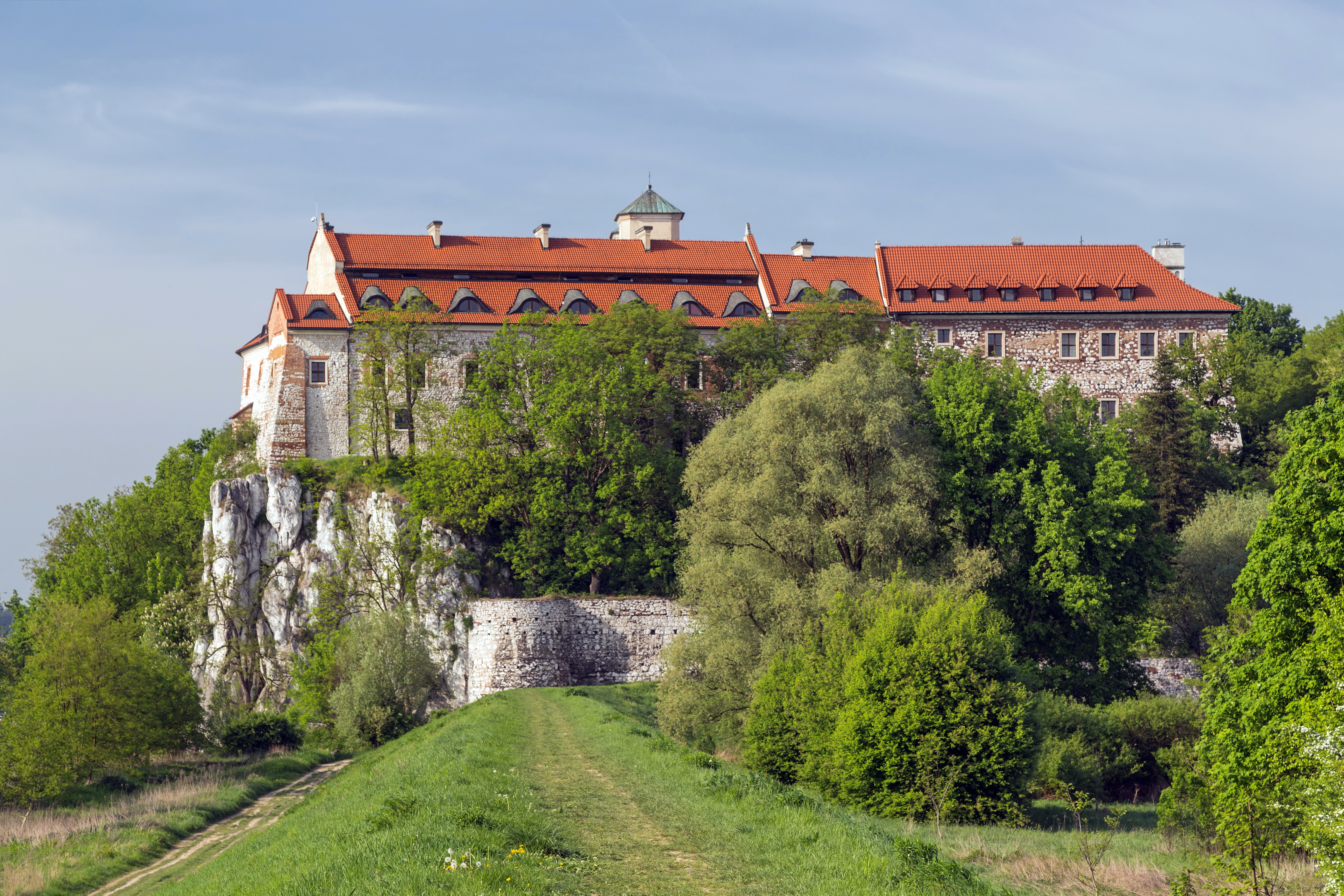
Der Südflügel der Abtei (2018)

Während der Polnischen Teilungen und dem Verlust der Unabhängigkeit Polens wurde die Abtei zu einem Zentrum des Widerstands gegen russische Truppen. Dieser Verteidigungskampf brachte dem Kloster schwere Schäden, und die Klostergebäude brannten aus. Seit der Ersten Polnischen Teilung war das Kloster Teil des von den Habsburgern regierten Gebiets. Trotz der schwierigen Situation wurden unter Abt Amand Janowski die Schäden an der Bebauung beseitigt und der Bibliotheksbestand sogar vergrößert. Den schwersten Schlag erlebte die Abtei 1816, als sie geschlossen wurde. 1821 gelangte sie zwar wieder zu gewisser Bedeutung als Bischofssitz, der aber bereits 1836 nach Tarnów verlegt wurde. In diesem Zusammenhang ist der deutsche Benediktiner Thomas Ziegler zu erwähnen, der liturgisches Gerät, sowie große Teile der Bibliothek nach Tarnów brachte und sie so vor der drohenden Beschlagnahmung durch österreichische Behörden rettete. Bis heute sind sie in dieser Stadt zu finden. 1831 kam es erneut zu Zerstörungen, diesmal fielen die Klosterdächer einem Brand zum Opfer. Die Umfassungsmauern der Abtei blieben seitdem als Ruinen ungenutzt bestehen; der letzte Tyniecer Mönch starb 1844. Die Klosterkirche blieb weitgehend vom Brand verschont und wurde seitdem von der örtlichen Pfarrgemeinde genutzt.
In den 1930er-Jahren wurde das belgische Benediktinerkloster St. Andreas zur Aufnahmestelle polnischer Benediktiner. Kardinal Adam Sapieha, der große Krakauer Bischof, richtete in Tyniec erneut ein Benediktinerkloster ein. Am 29. Juli 1939 trafen die ersten elf Benediktinermönche unter Karl van Oost ein. Diese „Neugründung“ des Klosters Tyniec überstand die Unterdrückungen während der deutschen Okkupation sowie unter der kommunistischen Diktatur in Polen. Nach dem Zweiten Weltkrieg (1947) fiel die Entscheidung, die seit 116 Jahren zerstörten und unbewohnten Klostergebäude wieder nutzbar zu machen. Die Arbeiten zogen sich bis in die späten 1990er-Jahre hin, wobei die Klosterflügel südlich, bzw. südwestlich der Klosterkirche mit neuen Dächern versehen wurden. 1968 wurde das Kloster wieder in den Rang einer Abtei erhoben.

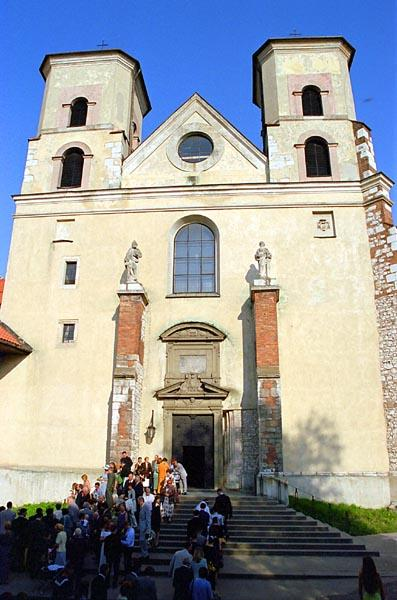
Die Hauptfassade der Klosterkirche (2000)

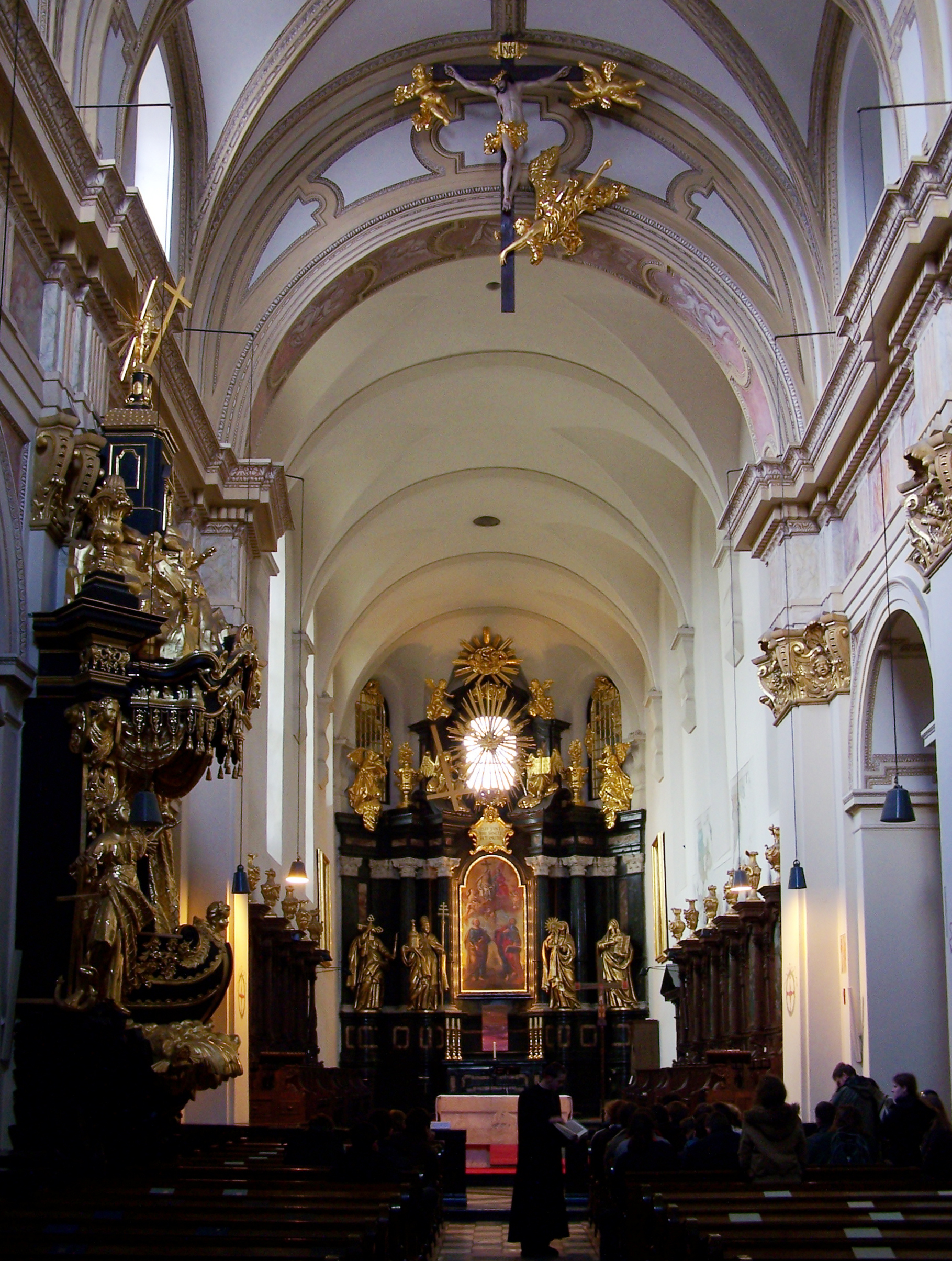
Inneres der Kirche gen Osten (2006)

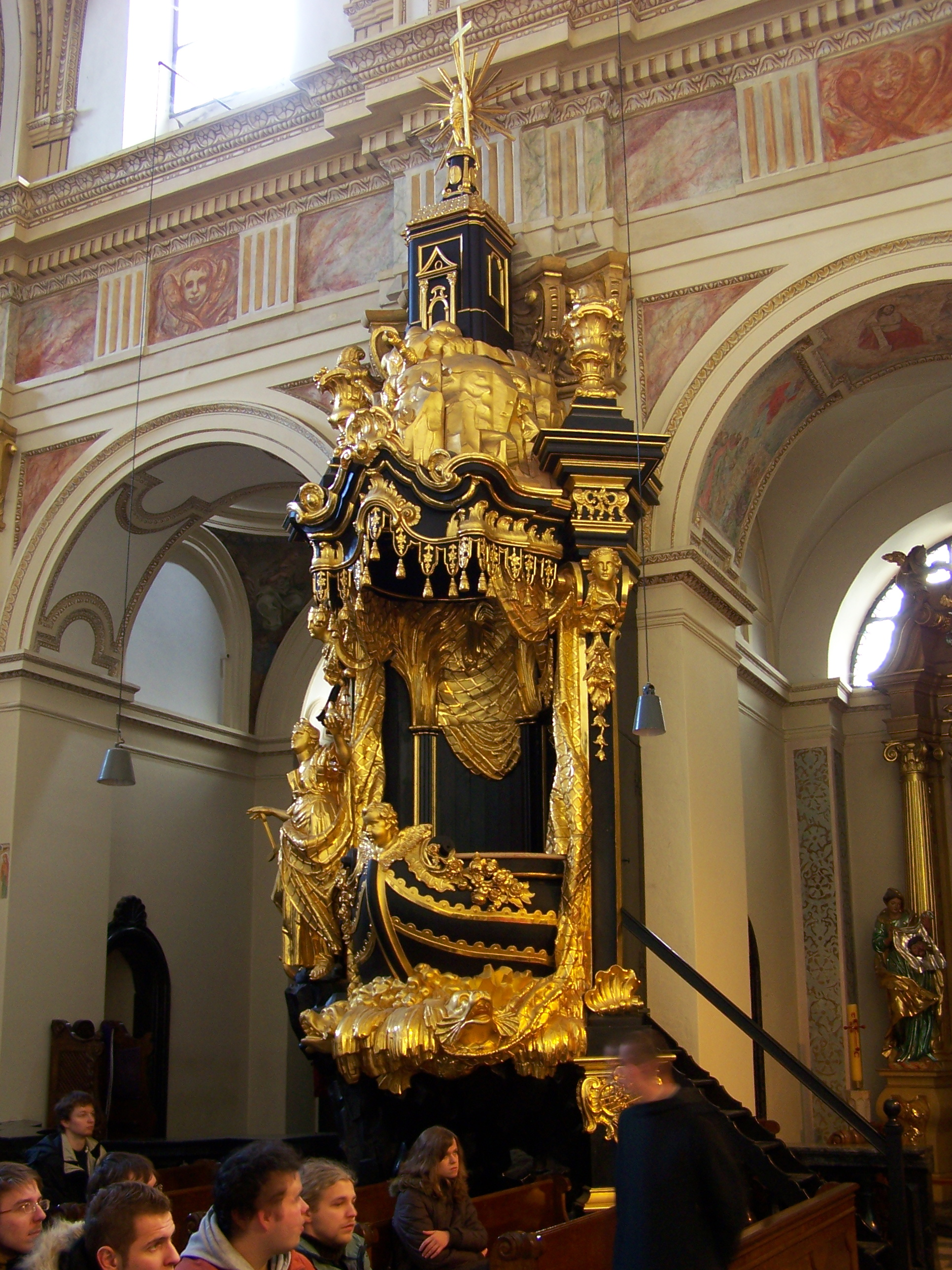
Schiffskanzel (2006)

### Geschichtsdenkmal
Die Klosteranlage wurde am 30. März 2017 durch Verordnung des Präsidenten Andrzej Duda zum Geschichtsdenkmal (Pomnik historii) erklärt. Mit dem Historischen Stadtkomplex und dem Kościuszko-Hügel zählt sie zu den herausragenden Kulturdenkmalen der Stadt. Mit den Klöstern und Kirchen von Bielany und Salwator stand die Abtei von 1993 bis 1996 auf der Nominierungsliste für das UNESCO-Welterbe.

## Architektur und Baugeschichte

### Abteikirche
Die Klosterkirche ist den Heiligen Peter und Paul geweiht und nimmt den zentralen Teil der Benediktinerabtei Tyniec ein. Die heutige Kirche geht auf eine dreischiffige romanische Kirche aus dem 11. Jahrhundert zurück, die aus Sandsteinquadern gebaut und deren Korpus gen Osten orientiert war. Dort befanden sich jeweils drei Apsiden am Ausgang jedes Kirchenschiffes, im Westen befand sich die Portalfront der Kirche, die mit zwei Türmen ausgestattet war. Somit entsprach der Aufbau dieses Vorgängerbaus, dem heutigen, auch wenn die Größe der damaligen Kirche, der des heutigen Chores entsprach. Von diesem Bauwerk konnten sich recht viele Elemente erhalten. Darunter vor allem das Südportal samt Südwand der alten Klosterkirche, sowie romanische Säulen samt Kapitellen, aber auch die Steinplatten des Fußbodens stammen aus dieser Zeit.
Im 15. Jahrhundert folgte der Umbau der Kirche im Stile der Gotik. Die beiden romanischen Fronttürme wurden abgerissen und die Kirche gen Westen verlängert. Eine neue Hauptfassade mit zwei Türmen wurde errichtet, deren unverputzte Stützpfeiler aus Back und Kalkstein spätere Umbauten überstanden. Außerdem sind drei Flügel des Kreuzganges und das Kapitelhaus Relikte aus dieser Zeit. Aber auch der heutige Grundriss der heutigen Kirche, die gotischen Fenster mit Maßwerken und Teile des Hauptportals gehen auf diesen Umbau zurück.
Schließlich nahm die Peter- und Paulskirche im 17. und 18. Jahrhundert ihre heutige, frühbarocke Gestalt an. In drei Bauabschnitten, deren wichtigster von 1618 bis 1622 durchgeführt wurde, erhielt das Äußere einen Verputz und vor allem die Fenster und die Türme der Hauptfassade wurden baulich umgestaltet. Im Inneren wurde die gotische Raumaufteilung größtenteils verändert und durch ein verziertes Tonnengewölbe ersetzt. So entstanden an Stelle der alten Seitenschiffe sechs Kapellen, unter denen die des Heiligen Benedikt von Nursia und die der Heiligen Scholastika von Nursia hervorzuheben sind. Die Kirche erhielt Ausstattungsstücke, die reife Zeugnisse der Barockkunst darstellten. Der Mönchschor wurde mit einem neuen Chorgestühl ausgestattet, das mit Darstellungen des Lebens des Heiligen Benedikts und der Benediktiner geschmückt ist. Einige Jahre später wurde die Ausstattung der Klosterkirche durch Rokokoelemente ergänzt. Es wurden eine Kanzel in Form eines Schiffes, sowie wertvolle Altäre aus schwarzem Marmor von Francesco Placidi in der Kirche aufgestellt. Der neue Hochaltar wurde mit einem Gemälde der Dreifaltigkeit und mit Figuren der beiden Kirchenpatrone Peter und Paul versehen, die auch auf den beiden Stützpfeilern links und rechts des Hauptportals zu finden sind.

### Klostergebäude
Die Abteigebäude wurden aus Kalkstein mit Backsteinelementen errichtet und stammen teilweise aus der Gotik, vor allem aber aus der Renaissance und dem Barock. Sie umgeben die Peter- und Paulskirche von Westen und von Süden, wo sich auch der Kreuzgang befindet. Nach dem Brand der Abtei von 1831 blieben von der Bebauung nur die Umfassungsmauern bestehen. Vom gotischen Westflügel blieb sogar nur eine Mauerseite erhalten.
1947 wurde damit begonnen, die Klostergebäude wiederherzustellen. Die neuen Klosterdächer wurden mit roten Dachziegeln gedeckt und mit verschiedenen Dachformen versehen. Während der Flügel um den Kreuzgang mit schlichten Satteldächern bedeckt wurde, erhielt der Südflügel ein Walmdach mit Walmgauben, ein kleines Satteldach mit Fledermausgauben und ein großes Mansarddach mit ebensolchen Gauben.
Im Kloster befindet sich eine Galerie aller Bischöfe Krakaus, auch das Bild des Bischofs Stanislaus von Krakau ist dort zu finden. Die Benediktiner setzten sich sehr für seine Heiligsprechung ein und schließlich ist er einer von den ersten Schutzheiligen Polens geworden.
Nach dem Brand der Abtei, bei dem die alte Ausmalung zerstört wurde, malte Stanisław Wyspiański die Abteiräumlichkeiten im Jugendstil wieder vollkommen aus. Nun sind an den Wänden verschiedene Blumen zu finden, die man auch in der freien Natur auf einer gewöhnlichen Wiese entdecken kann.
Darüber hinaus wird in der Abtei eine Kopie des Turiner Grabtuchs aufbewahrt und vor dem Kloster befindet sich ein Denkmal des Krakauer Bürgermeisters Józef Dietl, der den Aufschwung des modernen Krakau in den 70er Jahren des 19. Jahrhunderts einleitete.

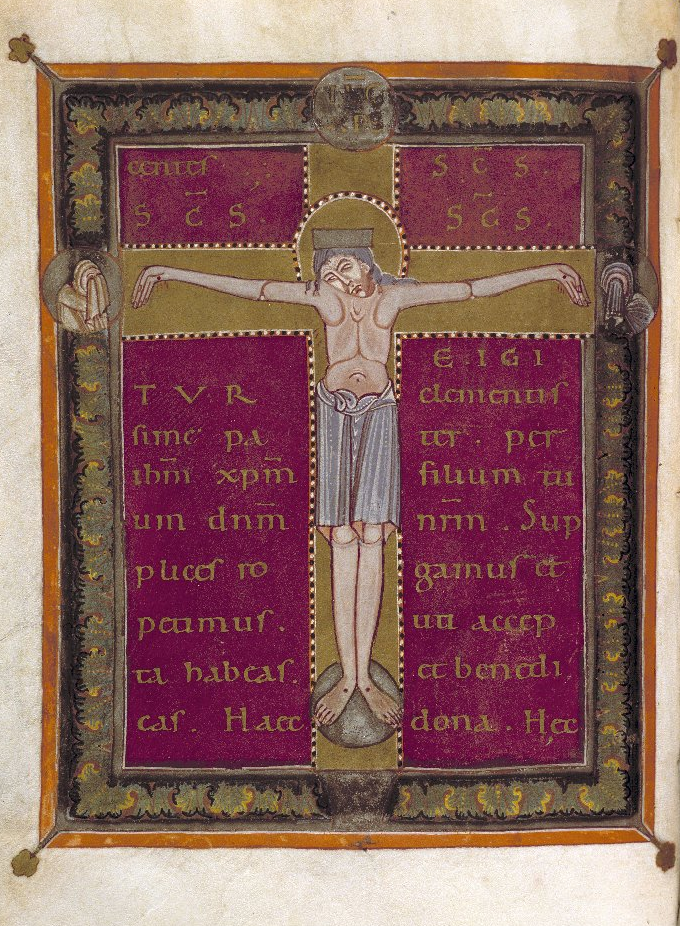
Das Tyniecer Sakramentar

### Ausstattungsstücke der Abtei
Als reiches und bedeutendes Kloster war die Abtei stets Hort zahlreicher Kunstschätze, die mittlerweile teilweise an anderen Orten untergebracht sind.
Aus einem Grab in der Klosterkirche wurde bei Ausgrabungen unter anderem ein Messkelch und eine Patene geborgen. Diese beiden bekannten Goldschmiedekunstwerke sind romanisch und stammen noch aus der Erbauungszeit der ersten Klosterkirche. Die Patene zeigt eine eingravierte Darstellung des segnenden Fingers Jesu, der aus Hostien herausragt.
Aus den Sammlungen der Abtei stammen auch zahlreiche bedeutende Manuskripte. Das bekannteste Stück ist das Tyniecer Sakramentar (Tyniecki Sakramentarz) aus der Zeit um 1060, das zu den ersten Ausstattungsstücken der Tyniecer Benediktiner gehörte. Das Sakramentar stellt eines der ältesten seiner Art in Polen dar und befindet sich heute in der Nationalbibliothek Warschau. Es ist ein prächtig illustrierter Kodex, der im Zusammenhang mit Kölner Einflüssen zu sehen ist. Teilweise wurde er mit Gold und Silber auf Purpur geschrieben. Im Sakramentar finden sich zahlreiche mit Pflanzenmotiven verzierte Initialen, sowie vier ganzseitige Abbildungen. Vor allem die Abbildungen der Maiestas Domini (Die Majestät des Herrn), die den thronenden Christus in der Nussschale zeigt, der von den vier Evangelisten, sowie zwei Engeln umgeben ist. Daneben verdient die in Form des gekreuzigten Jesus ausgeführte Initiale T Beachtung.